# Макдона, Томас
Томас Макдона (ирл. Tomás Mac Donnchadha; 1 февраля 1878 — 3 мая 1916) — ирландский поэт, драматург, просветитель и революционер. Макдона работал в школе св. Энды, а также читал лекции в дублинском Университетском колледже. Он состоял в Гэльской лиге и «Ирландских добровольцев», был автором нескольких поэм и пьес. Один из семи человек, которые подписали Прокламацию о создании Ирландской республики. Во время Пасхального восстания командовал вторым батальоном «Ирландских добровольцев», который сражался на фабрике «Якобс». Казнён в возрасте 38 лет за участие в восстании.

## Детство
Макдона родился в Клохджордане, графство Типперери, в семье Джозефа Макдона и Мэри Паркер. И его отец, и мать были учителями, однако сам Томас сперва планировал избрать духовную карьеру. Он учился в католическом колледже Рокуэлл, готовясь стать миссионером. Однако через несколько лет обучения Томас осознал, что этот путь не для него и покинул колледж. Вскоре после этого он выпустил первый сборник своих стихов — «Через ворота из слоновой кости» (1902). В эти годы Томас пошёл по стопам своих родителей — преподавал сперва в Корке, где вступил в Гэльскую лигу, затем в Килкенни. Заинтересовавшись гэльской культурой, Макдона посетил острова Аран, где познакомился с Патриком Пирсом. Когда в 1908 году Пирс открыл в Дублине свою школу св. Энды, Макдона тоже перебрался в Дублин, заняв должность заместителя директора этой школы.

## Учитель и литератор
Макдона преподавал в школе Пирса французский и английский языки, в то же время обучаясь в Дублинском университетском колледже. В 1910 году он получил степень бакалавра искусств, а в следующем — магистра искусств, защитив диссертацию «Томас Кэмпион и искусство поэзии». В том же 1911 году он начал вести в лекции в том самом Дублинском университетском колледже, в котором и обучался. Макдона был одним из основателе профсоюза учителей ASTI.
На литературном поприще Макдона также добился определённого успеха. За первым сборником его стихов последовал второй — «Апрель и май» (1903), а затем и третий «Мои песни» (1910). Макдона пишет несколько пьес, в их числе «Когда придёт рассвет» — драма, посвящённая ирландскому восстанию, «Язычники», «Метемпсихоз или Безумный мир». В 1911 году он стал одним из основателей журнала «Irish review», а в 1913 году Макдона, Джозеф Планкетт и Эдвард Мартин участвуют в создании нового театра — Ирландского театра на Хардвик-стрит.
В январе 1912 года Макдона женился на Мюриэль Гилфорд, в ноябре у них родился сын Дона, а в марте 1915 — дочь Барбара. Грейс Гилфорд, родная сестра Мюриэль, позднее стала женой Джозефа Планкетта — за несколько часов до его казни.

## Республиканец
В 1913 году Макдона и Планкетт приняли участие в создании «Ирландских добровольцев», причём добились избрания в управляющий комитет. Макдона был назначен командующим 2-м батальоном. Под влиянием Пирса, Планкетта и Шона Макдермотта, а также под впечатлением от милитаризации Европы в преддверии Первой мировой войны, Макдона вступает в Ирландское республиканское братство, его политические взгляды эволюционируют в сторону радикально республиканских. По просьбе Тома Кларка Макдона стал одним из организаторов похорон Иеремии О’Донована — события, которое имело колоссальное пропагандистское значение. Макдона верил, что свобода Ирландии будет достигнута благодаря усилиям «фанатичных мучеников», предпочтительно — мирным путём, но если надо — то и военным. В апреле 1916 года Мандона был введён в военный совет ИРБ, это было практически перед самым Пасхальным восстанием, так что он не успел принять особого участия в его планировании. Однако, считается, что литературные таланты Макдона были востребованы при написании Прокламации о создании Ирландской республики.

## Пасхальное восстание

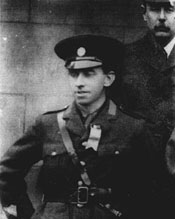
Томас Макдона в военной форме

За несколько недель до Пасхи Макдона был введён в военный совет Ирландского республиканского братства. С какой целью это было сделано остаётся неясным. Возможно, сыграла свою роль его тесная дружба с Пирсом и Планкеттом или же то, что он был одним из командующий «Ирландских добровольцев». Так или иначе, но именно Макдона вошёл в число семерых человек, поставивших свою подпись под Прокламацией.
Во время восстания батальон Макдоны располагался на фабрике «Якобс». По дороге на свои позиции, батальон наткнулся на Джона Макбрайда, заслуженного участника движения фениев. Он немедленно присоединился к восставшим, заняв должность заместителя командира (потом, на протяжении пасхальной недели, Макбрайд действительно принимал участие в командовании 2-м батальоном, хотя до того момента, как он встретился с Макдоной, Макбрайд даже понятия не имел о готовящемся восстании). Вторым заместителем Макдоны был Майкл О’Ханрахан.
Поскольку британские войска сосредоточили свои усилия на том, чтобы занять позиции в центре Дублина, люди Макдоны не принимали особого участия в сражении. 30 апреля Макдона получил приказ сдаться, несмотря на то, что его батальон был полностью готов к сражению и дальнейшему сопротивлению. Макдона подчинился приказу. Военным трибуналом он был приговорён к смертной казни и 3 мая 1916 года тридцати восьмилетний Томас Макдона был расстрелян во дворе тюрьмы Килмэнхем.
Его вдова Мюриэль умерла от сердечного приступа 9 июля 1917 года. Его сын Дона Макдона стал судьёй, а также видным поэтом, драматургом, автором песен, одной из центральных фигур ирландской литературы в 1940—1960 годов. У него было четверо детей — как и у его сестры Барбары, вышедшей замуж за Лиама Редмонда.

## Память
Макдону часто описывают как самого обаятельного и общительного из лидеров восстания. Сестра Джорджа Планкетта писала о нём, что стоило ему только зайти в комнату, как вскоре уже все считали его своим другом. Он всегда был вежлив, улыбчив и готов выслушать собеседника. Уильям Батлер Йейтс посвятил Макдоне несколько своих стихотворений, а другой поэт — Фрэнсис Людвидж — написал поэму «Плач по Томасу Макдона». Спустя год Людвидж был убит под Ипром прямым попаданием снаряда, сражаясь — злая ирония судьбы — за Британскую Империю.
Макдона работал учителем в Килкенни, поэтому там в честь него была названа железнодорожная станция и торговый центр. В 2013 году в Клохджордане был открыт выставочный центр наследия Томаса Макдона — помимо выставочного зала он включает в себя библиотеку. В честь Макдоны названа Гэльская атлетическая ассоциация клубов Типперери.

## Произведения[3]
Поэзия
- Through the Ivory Gate (Dublin: Sealy, Bryers & Walker 1902 [var. 1903]);
- April and May, with Other Verses (Dublin: Sealy Bryers & Walker [1903]);
- Songs of Myself (Dublin: Hodges Figgis 1910);
- Lyrical Poems (Dublin: Irish Review 1913);
- James Stephens, ed., The Poetical Works of Thomas MacDonagh (Dublin: Talbot; London: Unwin 1916);
- Poems, selected by his sister (Dublin: Talbot [1925]).

Пьесы
- When the Dawn Is Come (Dublin: Maunsel 1908), Do., rep. with intro. C. Garrison and commentary by J. Norstedt, [Irish Drama Series, IX] (Chicago: De Paul University 1973);
- Metempyschosis; or, A Mad World, in Irish Review (Feb. 1912), pp.585-99;
- Pagans (London: Talbot/Unwin 1920), and Do., [rep.] in William Feeney, ed., Lost Plays of the Irish Renaissance, Vol II: Edward Martyn’s Irish Theatre (Dixon, Cal: Proscenium Press 1980), p.53ff.

Проза
- Thomas Campion and the Art of English Poetry (Dublin: Hodges Figgis 1913) [M.A. Thesis];
- Literature in Ireland: Studies in Irish and Anglo-Irish (Dublin: Talbot; London: T. Fisher Unwin 1916; rep. 1920), Do., intro. Gerald Dawe [new edn.] (Nenagh: Relay Books 1996), xxii, 202pp. [contains changes in chapter-division and a profile of the author by Nancy Murphy].